# مریل، میشیگان
مریل (به انگلیسی: Merrill Township) یک منطقهٔ مسکونی در ایالات متحده آمریکا است که در شهرستان نیویگو، میشیگان واقع شده‌است.
 مریل ۹۲٫۸ کیلومتر مربع مساحت و ۵۹۰ نفر جمعیت دارد و ۲۵۹ متر بالاتر از سطح دریا واقع شده‌است.